# Парнита (национален парк)
Парнита (на гръцки: Εθνικός δρυμός Πάρνηθα) е планина и национален парк в област Атика, Гърция.
Паркът, простиращ се 250 км², обхваща голяма част от планината Парнита. Намира се на 30 км северозападно от Атина и е лесно достъпен. Топографията на парка се състои от няколко върха, клисури и плата. Основан е през 1961 г. с цел да се запази богатият хабитат в района.
В Парнитас има общо 16 върха, чиято надморска висоина надминава 1000 метра и 43 – 700 м. Най-високият връх се нарича Карабола (Купчина) и има надморска височина 1413 м. Други върхове са Орнио (Лешояд, 1350 м), Авго (Яйце, 1201 мнв), Кира (Госпожа, 1160 мнв), Платовуни (Широка планина, 1163 м), Аерас (Въздух, 1126 м), Мавровуни (Черна планина, 1091 м), Ксеровуни (Суха планина, 1121 м) и Фламбури (1158 м). В планината има каньони, като най-забележителен от тях е Келадона в Западен Парнитас с дължина 2.5 км и ждрела, като Хуниз на входа на националния парк и множество потоци.
Скалите на Парнитас са със седиментен произход, формирали са се през палеозойската, мезозойската и неозойската ера. Преобладаването на варовиковите скали е довело до дълбокото нарязване на планината и следствие от това е формирането на множество пещери. Между тях най-известни са Панос в каньонът на Келадона, Тамилтиу – пропастта на Керамидос, Нгурас в Западен Парнитас, Декелия в Източен Парнитас и др.
В Парнитас има множество извори, между тях най-известни са изворите на Китарас (които подхранват езерото Китара) в Източен Парнитас и Нгурас в Западен Парнитас. Климатично Парнитас се отличава от останалите планини на полуостров Атика: 700 мм годишна сума на валежите, 110 дъждовни дни, 22 дни със снеговалеж, като образуването на заледявания и на мъгли не са рядко явление. Климатът е много здравословен. От 1914 г. действа санаториум „Ксения“.
Парнитас се отличава с особено гъста растителност в източната си част, където влажността е твърде висока. Преобладаващ вид е алепският бор. Над 800 м и по-високо расте кефалонската ела, която формира уникални за Атика елови гори. В Парнитас се срещат и други форми на растителност, като кестени, върби, тополи и др. В планината се срещат още кедри, дъб, клен, мирта и др., които формират естествената растителност. В Парнитас обитават повече от 1000 вида растителност, между които лилии, минзухари, божури, камбанки, орхидеи и др. Редица от тях са редки и ендемични, като камбана на Целзий, червено лале, червена лилия, бял божур, черна фритилария и т.н.